# Eduard Koelwel
Eduard Koelwel (* 14. Mai 1882 in Zweibrücken; † 17. Oktober 1966 in Berlin-Pankow) war gleichermaßen als Schriftsteller und als Maler tätig.

## Leben
Koewel entstammte einer wohlhabenden Ingenieur-Familie. Sein Vater war Karl Eduard Gottfried Koelwel, der acht Jahre vor der Geburt seines einzigen Sohnes in Zweibrücken die gut florierende Tiefbaugesellschaft für Gas- und Wasserwerke (ab 1909: Firma Wagenbrenner) gegründet hatte. Eduard selbst verbrachte harmonische Kindheitsjahre in einer politisch relativ stabilen Zeit und besuchte bis 1901 das Herzog-Wolfgang-Gymnasium seiner Heimatstadt. Anschließend studierte er an der Karlsruher Kunstakademie, in späteren Jahren auch in der Meisterklasse von Professor Wilhelm Trübner. In München und Antwerpen betrieb er anschließend weitere Malereistudien, in Genf und in München bildete er sich sprachwissenschaftlich weiter, bevor er weitere Studienreisen nach Holland, Frankreich, Spanien und Italien unternahm.
Noch 1917 wurde er (35-jährig) in den Ersten Weltkrieg eingezogen und als Unteroffizier entlassen. 1920 heiratete er seine lebenslange Partnerin Johanna Scheurer, 1926 veranstaltete er seine erste Ausstellung mit bereits fast 100 Bildern, deren Verkaufserlös er dem Heimatmuseum stiftete. Der neu erbauten Festhalle spendierte er das Bild der Bühnenrückwand. 1927 übersiedelte er nach Berlin. Dort wurde er Geschäftsführer des Sprachpflegeamtes. Er widmete sich in dieser Zeit wieder verstärkt dem geschriebenen Wort, sowohl in sprachwissenschaftlicher, als auch in schriftstellerischer Hinsicht.
Mit den in den folgenden Jahren schwieriger werdenden politischen Verhältnissen arrangierte er sich problemlos: Ohne je Mitglied einer politischen Partei zu werden, schaffte er es, sich stets linientreu zu äußern und wurde darüber hinaus während der NS-Zeit Geschäftsführer der Reichsschrifttumskammer. Auch nach Kriegsende gelang mit den „neuen Staatslenkern“ eine große Konformität: Koelwel wurde 1947 wissenschaftliche Lehrkraft an der Ost-Berliner Humboldt-Universität und ab 1950 zusätzlich Dozent und wenig später ordentlicher Professor an der dortigen Pädagogischen Hochschule. In dieser Zeit übersetzte er russische Gedichte ins Deutsche.
In seinen letzten Lebensjahren war es im nicht mehr vergönnt, seine alte Heimatstadt noch einmal zu besuchen, die er nach eigenem Bekunden gern wiedergesehen hätte. Einen Teil seines Nachlasses hat Koelwel noch vor 1961 (Jahr des Mauerbaus) dem Stadtmuseum Zweibrücken vermacht, ein anderer Teil, der gleichfalls testamentarisch 1962 übereignet wurde, fand erst viele Jahrzehnte nach seinem Tod dorthin.

## Ehrungen
Koelwel erhielt zweimal eine Medaille für ausgezeichnete Leistungen (1954 und 1957) der DDR. 1957 erhielt er außerdem den Vaterländischen Verdienstorden in Bronze. Bereits 1952 verlieh ihm seine Heimatstadt Zweibrücken ihre Ehrenplakette, 1959 bekam er den Ehrenpreis der Rheinpfalz.